# 一色まゆ
一色 まゆ（いっしき まゆ、1980年12月24日 - ）は、日本の女性声優。京都府京都市出身。アーツビジョン所属。旧芸名は一色 繭（読み同じ）。

## 来歴
ラジオたんぱ声優ナレーション科、映像テクノアカデミア俳優科出身。
2009年5月からアーツビジョン所属。以前はE-sprinGに所属していた。

## 人物
方言は京都弁、大阪弁。
趣味・特技はジャズ・ボサノヴァを歌うこと、アロマテラピーの精油を使った香水作り。
資格は保母資格、アロマテラピーインストラクター、アロマテラピーアドバイサー、プロフェッショルカナディアンハーバルテラピスト。

## 出演
太字はメインキャラクター。

### テレビアニメ
2006年
- エア・ギア（女子生徒）
- つよきす Cool×Sweet（園児、女性客、店員、観客、女子生徒 他）

2007年
- Yes!プリキュア5（2007年 - 2008年、バレー部員、生徒、さやか） - 2シリーズ
- ラブ★コン

2008年
- MAJOR シリーズ（2008年 - 2010年、キャシー、リポーター、寿也のファン、アナウンス、美女 他） - 2シリーズ
- ライブオン CARDLIVER 翔（2008年 - 2009年、マユ、園田大勢、ガトリングース、カブル、タテコモール 他）

2009年
- 空中ブランコ（看護師）
- フレッシュプリキュア!（2009年 - 2010年、アズキーナ、由美、ナナ、ドレースちゃん人形、レポーター 他）

2010年
- おじゃる丸（2010年 - 2012年、ヒナ、チャコママ、車内放送、子犬、町の人 他）

2011年
- C（銀行員）
- 魔乳秘剣帖（お乳、女中B）

2012年
- エリアの騎士（なでしこ6番）
- クイーンズブレイド リベリオン（女戦士B）

### 劇場アニメ
- 映画 フレッシュプリキュア! おもちゃの国は秘密がいっぱい!?（2009年、ドレースちゃん）
- きかんしゃやえもん（2009年、山手線）
- 手塚治虫のブッダ -赤い砂漠よ!美しく-（2011年）
- やなせたかしシアター ロボくんとことり（2012年、小鳥B）

### OVA
- 学校の怪談（2007年、ユミ 他）※『月刊コミックブンブン』2007 - 2009年付録DVDに収録
- やなせたかしメルヘン劇場（2008年、小鳥B、客、女の子、のろたん、婦人、チカ）
- 好きです鈴木くん!!（2010年、伊藤ちひろ）
- 乙女なでしこ恋手帖（2012年、有村小夜）※小説第2巻DVD付特装版

### ゲーム
2007年
- アガレスト戦記（ノア）
- 翡翠の雫 緋色の欠片2（沙那）

2009年
- 真・翡翠の雫 緋色の欠片2（沙那）
- タクトオブマジック

2010年
- 真・翡翠の雫 緋色の欠片2 ポータブル（沙那）
- パチンコ 竹内力 MURAMASA（静雷）

2013年
- 乙女的恋革命★ラブレボ!! 100kg（ココ）からはじまる→恋物語（ガールズライフ）（東条百合香）
- シャドウ オブ エクリプス（オスギ）

2014年
- 龍が如く 維新!
- Enkeltbillet（ナタリア・ハーマン）

2015年
- 真・三國無双7 Empires

2016年
- アルテイルクロニクル（アンナローゼ）

2017年
- アルテイルクロニクル（シャノワール）
- ゼルダの伝説 ブレス オブ ザ ワイルド（ミファー）

2020年
- ゼルダ無双 厄災の黙示録（ミファー）

2023年
- ゼルダの伝説 ティアーズ オブ ザ キングダム（水の賢者）
- ブラウンダスト2（キュウビ）

### ドラマCD
- Yes!プリキュア5（生徒）
- 恋のまんなか（司の母、みゆき、女、女子生徒）
- 純情ミステイク（薫の母）
- てけてけマイハート（女性教師）
- にじちぅ?（おもちゃの声）
- 忘れないでいてくれ（水科麻菜、プリン、バーのママ）

### 吹き替え

#### 映画
- 哀しき獣（スンヒ）
- 神様メール（ウィリー）
- キング・ソロモン 呪われし王の秘密
- サスペリア・テルザ 最後の魔女（ポール・ピアース 他）
- 死んでもハッピーエンド
- セレブの種（グロリア）
- ソフィー・マルソーの過去から来た女（コンスタンツ）
- ダイナソーフィールド（ジジ）
- チェイス!（幼いサーヒル）
- テキサス・バイオレンス（ドーン）
- デトロイト・コップ・シティ（ケイト）
- ドゥームズデイ（カリー）
- 母が教えてくれたこと
- ビリー'S KARATE MAN（ジョーイ）
- ブギーマン3（ケイティ）
- ブラッドチェイス（ベティ）
- ブレイドX
- プセの冒険 真紅の魔法靴（ジョゼフ）
- 僕の恋、彼の秘密
- 僕が結婚を決めたワケ（ジャッキー）

#### ドラマ
- iCarly
- 凍てつく楽園〜死者は静かな海辺に〜（アンナ）
- 凍てつく楽園〜ヨットに響く銃声〜（アンナ）
- 凍てつく楽園〜森に眠る少女〜（アンナ）
- 凍てつく楽園〜島に沈む記憶〜（アンナ）
- 凍てつく楽園〜真夏の宵の夢〜（アンナ）
- オレのことスキでしょ。（ハン・ヒジュ）
- カイルXY
- 仮面ライダードラゴンナイト #1
- グッド・ワイフ（ミラ・バーチフィールド、ディラン・ビショップ）
- NIKITA / ニキータ（アリシア、マックス）
- パワーレンジャー・S.P.D.#3（候補生）
- 光と影（キム・ゲスン）
- プライベート・プラクティス2 迷えるオトナたち #5（リン）
- ボードウォーク・エンパイア 欲望の街（トミー・ダーモディ、テディ・シュローダー、メイベル・ホワイト）
- 私の期限は49日（パク・ソウ　他）
- 私も花!（キム・ダル）

#### テレビ番組
- 子育てリアリティ出張しつけ相談

#### アニメ
- オーバー・ザ・ガーデンウォール
- キッド vs キャット（デニス）
- きんきゅうしゅつどう隊 OSO
- ケアベア お願いベアの願い事（お願いベア）
- ケアベア ジョークタウンへの旅（お願いベア）
- ケアベア ずっこけベアの大冒険（お願いベア、ネジロボ）
- ケアベア プレゼント祭り（お願いベア）
- ケアベア 友達を助けよう（お願いベア）
- ジャングル・ジョージ ザ・シリーズ
- ビッケは小さなバイキング（ビッケ）

### テレビ番組
- BS朝日 ワールドクラストレイン #5 #6
- NHK BS1 BS世界のドキュメンタリー「世界を変えたイマジン」「不屈のライオンに未来を託して〜カメルーン〜」
- NHK教育テレビほか 毎日がイタリアン-ジャーダのカジュアル・クッキング- #6

### 人形劇
- ケーキーズお菓子抗争（アンナ）

### ラジオ
- FM南青山開局記念「声優アイドルと電車男」（ゲスト）
- FM南青山「熱闘キング〜net-talking〜」（ゲスト）
- 音泉「サブちゃん一家のだからアニメはやめられない」（ゲスト）

### その他コンテンツ
- 星空のエニグマ（プラネタリウム職員）高崎市少年科学館プラネタリウム
- 音泉「サブちゃん一家のだからアニメはやめられない」公開ラジオ（ライブゲスト）
- 奈々と優奈のにじいろコレクション（ライブゲスト）
- フレッシュプリキュア! ミュージカルショー〜うたって おどって しあわせゲットだよ!!〜（王女）